# Памятник пионерам-героям (Липецк)
Памятник пионерам-героям (ныне Памятник детям, погибшим в годы Великой Отечественной войны) — памятник в городе Липецке, установленный в Пионерском (ныне — Верхнем) парке на улице Ленина.

## История
Первоначальный памятник героям-пионерам в Липецке был открыт 19 мая 1972 года в честь 50-летия пионерской организации. Он был выполнен по проекту скульптора Ю. Д. Гришко и архитектора Н. Р. Полунина. На фоне четырёхметровых лепестков пламени, выполненных из бетона и облицованных гранитной крошкой, были установлены изготовленные из гипса и покрытые медью две фигуры — мальчик с опущенной головой и стоящая на коленях девочка, держащая в руках лавровую ветвь. В таком виде памятник просуществовал до 1990-х годов, после распада СССР стал разрушаться и в конце-концов был снесён при реконструкции кинотеатра «Заря» (ныне — управление Липецкой и Задонской епархии).
18 мая 1996 года в День города и за день до бывшего Дня пионерии на месте снесенного монумента был торжественно открыт новый памятник. Авторы — скульптор Ю. Д. Гришко и архитектор С. А. Сошников. Памятник из бронзы в виде фигур двух детей находится на невысоком постаменте — стоящие на коленях, босые мальчик и девочка, держат в руках венок — символ мира и жизни. На постаменте высечена надпись: «Детям, погибшим в годы Великой Отечественной войны».